# 佐賀県道252号多良岳公園線
佐賀県道252号多良岳公園線（さがけんどう252ごう たらだけこうえんせん）は、佐賀県藤津郡太良町を通る一般県道である。

## 概要
藤津郡太良町大字多良の中山キャンプ場付近から国道207号に至る。なお路線番号は異なるが長崎県にも同名の路線名の県道である長崎県道136号多良岳公園線がある。

### 路線データ
- 起点：佐賀県藤津郡太良町大字多良（中山キャンプ場付近）
- 終点：佐賀県藤津郡太良町大字多良（太良町油津交差点、国道207号交点）

## 歴史
- 2018年（平成30年）3月1日 - 太良町立多良小学校付近から終点の区間が開通[1]。
- 2020年（令和2年）7月6日 - 令和2年7月豪雨災害により中山キャンプ場までの1.5 km区間が通行止めとなる。現時点では復旧の時期は未定だが、長期化することが見込まれる[2]。

## 地理

### 通過する自治体
- 藤津郡太良町

### 交差する道路
| 交差する道路                        | 交差する場所 | 交差する場所            |
| ----------------------------------- | ------------ | ----------------------- |
| 多良岳広域農道 / 多良岳オレンジ海道 | 大字多良     | 川原（こうばる）交差点  |
| 国道207号                           | 大字多良     | 太良町油津交差点 / 終点 |

### 交差する鉄道
- 長崎本線

### 沿線
- 多良岳
- 中山キャンプ場
- 太良町立多良小学校
- 太良町立多良中学校
- JR九州長崎本線 多良駅（終点付近）